# Jakov Kreizberg
Jakov Kreizberg (též Yakov Kreizberg, či Jakow Kreizberg, rusky Яков Крейцберг, původně Jakov Majevič Byčkov / Яков Маевич Бычков, 24. října 1959, Leningrad, SSSR – 15. března 2011, Monte Carlo) byl americký dirigent ruského židovského původu s rakouským občanstvím a bratr dirigenta Semjona Byčkova.

## Život a činnost
Své hudební vzdělání začal Kreizberg ve vlasti v oboru klavír, skladba a dirigování. V 16 letech emigroval do USA, kde pokračoval ve studiích na Mannes College a na Michiganské univerzitě v Ann Arboru. Byl žákem Leonarda Bernsteina. Kvůli častým záměnám jména s bratrem, dirigentem Semjonem Byčkovem, si změnil příjmení na Kreizberg, rodné příjmení matky.
V roce 1988 se Yakov Kreizberg oženil se svou žačkou, dirigentkou Amy Anderssonovou, s níž má syny Davida (* 1991) a Daniele (* 1997).
Od roku 1992 dirigoval mj. Londýnský symfonický orchestr, Orchestre de Paris, Gewandhausorchester v Lipsku, Českou filharmonii, Ruský národní orchestr, Newyorskou filharmonii, Philadelphský Orchestra, Chicago Symphony Orchestra a Los Angeles Philharmonic.
Kreizberg byl šéfdirigentem Nizozemský filharmonický orchestr a Nizozemský komorní orchestr, a jako první hostující dirigent Vídeňských symfoniků. V letech 1988 až 1994 byl generálním hudebním ředitelem Gemeinschaftstheater Krefeld/Mönchengladbach, v letech 1994 až 2001 Komické opery v Berlíně. Od roku 2009 zastával pozici uměleckého vedoucího Orchestre Philharmonique de Monte Carlo, se kterým natočil vlastní CD. Diskografie zahrnuje mj. symfonie Antonína Dvořáka a bratislavského rodáka Franze Schmidta.

### Diskografie
Kreizberg natočil mj. symfonie Antonína Dvořáka a Franze Schmidta.
S různými tělesy dále natočil hudební disky pro Pentatone. Úzce také spolupracoval s houslistkou Julií Fischerovou, a společně získali mj. ocenění Diapason d’or a Echo. V roce 1997 byl Kreizberg vyznamenán Cenou německé kritiky. Za svou nahrávku 7. symfonie Antona Brucknera s Vídeňskými symfoniky v roce 2006 byl nominován ve dvou kategoriích na cenu Grammy a v kategorii „Best orchestral performance“.
V roce 2007 získal za zásluhy o hudební kulturu v rakouský čestný kříž za vědu a umění. V letech 2007 a 2008 ve Vídni dirigoval Koncert Národního svátku, který se od roku 2006 konal každoročně. V roce 2008 získal rakouské čestné občanství.

## Závěr života

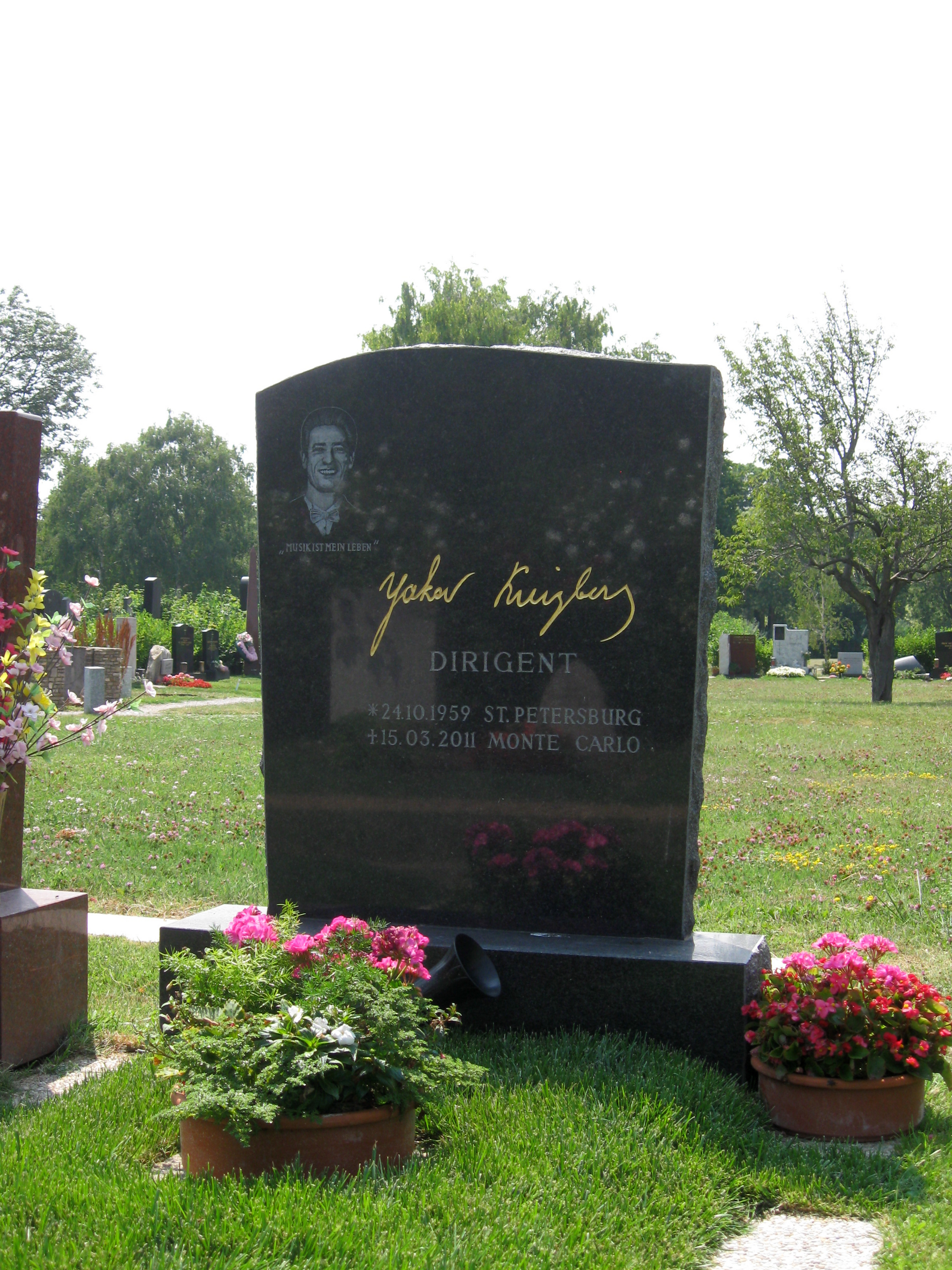
Hrob Jakova Kreizberga na Vídeňském ústředním hřbitově

14. února 2011 dirigoval svůj poslední koncert v amsterdamské Concertgebouw s Nizozemským filharmonickým orchestrem. 15. března 2011 po dlouhé těžké nemoci zemřel a jeho popel byl 8. října 2011 uložen do čestného hrobu města Vídně na Vídeňském ústředním hřbitově (oddíl 40, číslo 179).